# Antoine Watteau
Jean-Antoine Watteau (født 10. oktober 1684; død 18. juli 1721), var en fransk maler, hvis kortvarige karriere var sporet ind på interessen i farve og bevægelse. Mens Rubens er blandt de betydeligste eksponenter for barokken indenfor malerkunsten, så er Watteau det for rokokoen.
Watteau, der var født i det nordligste Frankrig på grænsen til Flandern, blev efter studeringer af venetiansk maleris fejende, lysfyldte stil, udnævnt til officiel skildrer af Ludvig 15.'s galante fester. Watteau forsøgte at fastholde den utrolige farvepragt, det flimrende lys og festdragterne, når der afholdtes aftensammenkomster i parken ved Versailles.

## Galleri
| - Pilgrimsrejsen til Cythere - Pjerrot ("Gilles") |